# 2008 LC18
2008 LC18 は、初めて発見された海王星のL5トロヤ群小惑星である。2013年現在、この位置にあることが知られている小惑星はこれを含めて3個だけである。

## 概要
2008 LC18は、2008年に国立天文台ハワイ観測所すばる望遠鏡のSuprime-Camによって撮影された画像から発見され、2010年8月12日に公表された。軌道の性質はラスカンパナス天文台のマゼラン望遠鏡による観測で求められた。
2008 LC18の直径は約100kmと推定されている。海王星の軌道から後方60度にあるラグランジュ点L5に存在するため、力学的に安定な位置にあるトロヤ群小惑星である。海王星のL4点、即ち前方60度には既に6個の小惑星が発見されていたが、L5で発見されたのは 2008 LC18が最初である。これは、海王星軌道という極めて遠方にあるため、非常に暗く、また非常に広範囲に散らばっているために、観測が難しいからである。なお、2番目に発見された海王星L5トロヤ群である 2004 KV18は2004年に撮影された画像から発見され、2011年に公表された。
2008 LC18の軌道傾斜角は27.6度と、海王星の1.8度と比べれば相当傾いている。これは、海王星トロヤ群が、かなり広範囲に散らばっていることを示している。これはL4に存在する小惑星のいくつかにもみられる。
海王星のL5には、2008 LC18と同程度の大きさを持つ小惑星がまだ150個ほどあり、L4もまた同数存在すると考えられている。すると、直径50km以上の天体の数が、火星と木星の間にある小惑星帯を上回ることになる。
2008 LC18のような海王星のトロヤ群小惑星は、太陽系の誕生直後は海王星とは異なる軌道を公転しており、それが徐々に海王星のラグランジュ点に収まったのかもしれないし、あるいは海王星そのものが現在とは異なる軌道から移動する際に捕捉したのかもしれない。いずれにしても、海王星トロヤ群の存在は、太陽系の初期における惑星の形成過程やその進化を探るうえで重要な存在である。